# 狩野春雪
狩野 春雪（かのう しゅんせつ、慶長19年（1614年） - 元禄4年3月8日（1691年4月6日））は、江戸時代前期に活躍した狩野派（江戸狩野）の絵師。江戸幕府御用絵師の一つ表絵師・山下狩野家の2代目。春雪は号で、諱は信之、両者を合わせて狩野春雪信之とも呼ばれる。通称は隼人。

## 略伝
狩野元俊の長男。父の跡を継いで山下狩野家当主となる。4代目将軍・徳川家綱の幼少時に側御用を務め、日光東照宮参拝や鷹狩りなどを共にした。江戸城本丸障壁画や朝鮮通信使への贈呈屏風制作にも参加する。延宝3年（1675年）家屋敷を拝領している。元禄4年3月8日死去。78歳。山下狩野家は次男の狩野春笑亮信が継いだが、長男の狩野梅栄知信が深川水場狩野家、門人の狩野春湖元珍が稲荷橋狩野家を興すなど一門は繁栄した。しかし、稲荷橋狩野家は春湖の子・狩野春賀理信は浮世絵師の宮川長春一派と画料をめぐって諍いを起こし断絶している。他に弟子と思われる絵師に大岡春卜など。

## 作品
| 作品名                 | 技法         | 形状・員数 | 寸法（縦x横cm）                                       | 所有者             | 年代              | 落款                                        | 印章 | 備考 |
| ---------------------- | ------------ | ---------- | ----------------------------------------------------- | ------------------ | ----------------- | ------------------------------------------- | ---- | ---- |
| 源義経・楠木正成図屏風 | 紙本金地著色 | 二曲一双   | 156.0x175.0（各）                                     | 板橋区立美術館     | 1678年（延宝8年） | 義経図：行年六十五春雪筆 正成図：狩野春雪筆 |      |      |
| 十二類絵巻             | 紙本著色     | 3巻        | 上巻：35.6x1829.1 中巻：35.9x1618.9 下巻：36.0x1377.1 | 海の見える杜美術館 |                   |                                             |      |      |
| 夜討曽我絵巻           | 著色         | 9巻        |                                                       | 海の見える杜美術館 |                   |                                             |      |      |
| 出山釈迦図             |              | 1幅        |                                                       | 浄安寺（中津市）   |                   |                                             |      |      |